# Junghuhnia undigera
Junghuhnia undigera är en svampart som först beskrevs av Berk. & M.A. Curtis, och fick sitt nu gällande namn av Leif Ryvarden 1984. Junghuhnia undigera ingår i släktet Junghuhnia och familjen Meruliaceae.   Inga underarter finns listade i Catalogue of Life.